# 胡塔 (切爾尼戈夫區)
胡塔（烏克蘭語：Гута）是烏克蘭的村落，位於該國北部切爾尼戈夫州，由切爾尼戈夫區負責管轄，始建於1651年，面積0.25平方公里，海拔高度143米，2001年人口27，人口密度每平方公里108人。